# Spilomyia obscura
Spilomyia obscura är en tvåvingeart som beskrevs av Daniel William Coquillett 1902. Spilomyia obscura ingår i släktet trädblomflugor, och familjen blomflugor. Inga underarter finns listade i Catalogue of Life.